# Computer!Totaal
Computer!Totaal, gemakshalve soms met C!T aangeduid, is een maandblad over computers en ontwikkelingen die daarmee samenhangen en wordt uitgegeven door Reshift Digital BV.
Computer!Totaal is ontstaan als verenigingsblad van de Hobby Computer Club (HCC) en heette de eerste jaren HCC Nieuwsbrief. Een jaarabonnement C!T ging steeds samen met het lidmaatschap van de HCC. Op 1 oktober 2008 werd de samenwerking tussen IDG Nederland en de HCC beëindigd, waardoor een abonnement op het blad en lidmaatschap van de HCC niet meer automatisch aan elkaar zijn gekoppeld.
Het blad bestaat voor ongeveer 90% uit redactionele tekst, de rest wordt gevuld met reclame. Net als de meeste andere maandbladen verschijnt het blad geheel in kleur.
Op 11 november 2008 startte Computer!Totaal met het aanbieden van ADSL!Totaal. Deze internetdienst was op dat moment de goedkoopste beschikbaar, mits je een abonnement had op het maandblad. Dit is in november 2011 overgenomen door Concepts ICT.

## Rubrieken
Het blad wordt onderverdeeld in rubrieken
- Mail met ingezonden stukken van lezers.
- Online waarin een aantal artikelen op de website worden aangekondigd.
- Update waarin nieuwe gadgets en snufjes worden beschreven.
- Snelstart waarin een 3-stappenplan wordt uitgelegd hoe je iets moet doen
- Cursus waarin wordt uitgelegd hoe iets te doen door middel van een uitgebreid stappenplan.
- Freeware waarin gratis software wordt beschreven met downloadlink.
- Bèta waar nieuwe ontwikkelingen in worden beschreven en waar de toekomst wordt voorspeld.
- Artikelen met daarin artikelen van uiteenlopende aard zoals de ontwikkeling van de processor.
- Workshop weer een stappenplan maar dan korter en met plaatjes.
- Hardware waarin computers, computeronderdelen en snufjes worden beschreven.
- Films en muziek beschrijft het afspelen en bewerken van film- en videobestanden.
- In Opgelost worden oorzaken en oplossingen van veelvoorkomende problemen gegeven.
- Test waarbij hardware of software wordt getest en beoordeeld met een cijfer en met een gouden en zilveren prijs.
- Helpdesk waarbij ingestuurde vragen worden behandeld over problemen met de computer.